# Elva
Elva là một đô thị tại tỉnh Cuneo trong vùng Piedmont của Italia, vị trí cách khoảng 80 km về phía tây nam của Torino và khoảng 40 km về phía tây bắc của Cuneo. Tại thời điểm ngày 31 tháng 12 năm 2004, đô thị này có dân số 114 người và diện tích 26,5 km².
Elva giáp các đô thị: Bellino, Casteldelfino, Prazzo, Sampeyre và Stroppo.